# Deuxième concile de Nicée
Pour les articles homonymes, voir Concile de Nicée.
Le deuxième concile de Nicée, couramment appelé concile de Nicée II, est un concile considéré comme le septième concile œcuménique par l'Église orthodoxe et l'Église catholique ; il eut lieu en 787. Convoqué par l'impératrice Irène, il avait pour objectif de mettre un terme au conflit politico-religieux provoqué par l'iconoclasme. Le concile a affirmé la nécessité de vénérer les images et les reliques : l'honneur n'est pas rendu aux images, ni aux reliques mais, à travers elles, à la personne qu'elles représentent.

## Les raisons du concile

### Contexte
Depuis le premier concile de Nicée en 325, les conciles avaient pour thème commun « Dieu », et la nature divine du Christ. Le second concile de Nicée a une totale spécificité, puisqu’il porte sur des questions théologiques annexes par rapport aux questions sur la nature divine.
Le VIIIe siècle a été dans l’histoire de la papauté une époque particulièrement troublée. En effet, elle est passée d'une influence byzantine à une protection franque.
Rome prend, dès l'origine, la défense des saintes images, position qu’elle maintient avant et après le deuxième concile de Nicée. Durant le concile, Rome a joué un rôle décisif, avec l'aide du pape Adrien Ier, qui est en faveur du culte des images.

### Définition de foi
La querelle des icônes a éclaté plus de cinquante ans auparavant, en 726, sous l’empereur Léon III. En 754, l’Église particulière byzantine a solennellement reconnu l'iconoclasme comme doctrine officielle lors du concile de Hiéreia.
Traditionnellement, l’icône a pour but d’éveiller le souvenir du Christ et des saints ; elle appartient aux choses sacrées. Les icônes font partie de la belle ordonnance des églises, de leur ornement : telle est la tradition de l’Église chrétienne qui veut que les églises  soient ornées et que les objets servant au culte soient honorés comme ils doivent l'être. Le concile de Nicée affirme qu’on ne peut rejeter ou même détruire les icônes sans manquer en même temps de respect aux autres objets sacrés.
Le concile évoque surtout l’utilité des images, il écarte le reproche d’idolâtrie et affirme la conformité du culte des images avec la tradition de l’Église.
Même si le culte des images, comme celui des reliques, de l’Évangile ou de la croix, n’est qu’une des traditions convenables et légitimes de  l’Église, le fait de le rejeter a une portée bien plus vaste qui dépasse la seule question des images et implique toute une conception de la théologie et de la Tradition.
Ainsi le Concile affirme que si la Bible a pu interdire les images dans l'Ancien Testament, Dieu se laisse voir dans le Nouveau par l'Incarnation du Christ. Il est donc désormais permis de représenter ce que l'on a vu car alors « l’honneur rendu à l’image remonte au modèle original ».

## Déroulement du concile
Les empereurs Irène et Constantin convoquent un concile.
Nicée est choisie, car Constantinople restait une cité agitée où iconoclastes (εικονοκλάσται, littéralement « briseurs d’images ») et les iconodoules (εικονόδουλοι, littéralement « serviteurs des images ») pouvaient en venir aux mains et gêner le travail du concile. De plus, Nicée n’était pas éloignée de Constantinople et elle avait abrité le premier des conciles œcuméniques. Le concile, se tenant dans la cathédrale Sainte-Sophie de la ville, serait présidé par le patriarche Taraise.

### Composition de l'assemblée

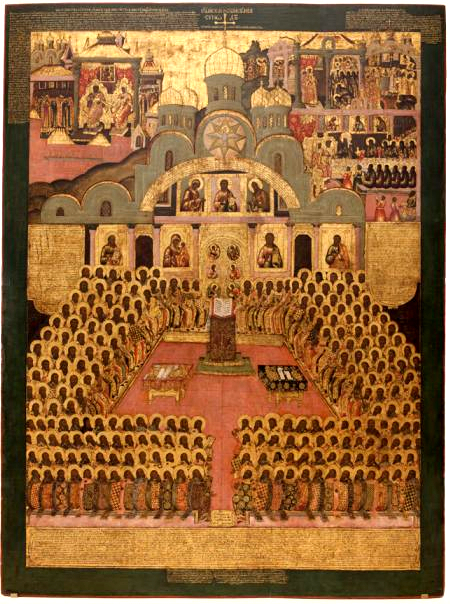
Représentation par une icône russe du XVIIe siècle (couvent de Novodievitchi).

Selon l'usage, un évangéliaire est ouvert sur l'autel, ce qui signifie que la Parole de Dieu et le Saint-Esprit sont les seuls véritables présidents du concile. Les deux représentants de l'empereur, Pétronas, comte de l'Opsikion, et l'ostiaire Jean, logothète du stratiôtikon, envoyé de Constantinople, siègent devant l'ambon. Le patriarche de Constantinople Taraise est le président effectif.
L'assemblée est nombreuse, ce qui est nécessaire, car il faut surpasser en légitimité le concile de Hiéreia, qui avait rassemblé 338 évêques. A Nicée, en consultant les listes de signatures, différentes d'une session à l'autre, on arrive à un chiffre total de 365 évêques. 37 seulement viennent d'Europe, dont un fort contingent de Sicile. L'essentiel vient d'Asie Mineure. Le pape Adrien Ier est représenté par deux légats, tous deux nommés Pierre, qui ne sont pas évêques : l'archiprêtre de la basilique Saint-Pierre, et l'abbé du principal monastère grec de Rome. Les patriarches orientaux, bien que dûment convoqués, n'ont pu, en raison de la guerre entre l'Empire byzantin et le califat musulman, ni venir, ni se faire vraiment représenter ; deux Palestiniens non évêques sont censés être leurs « tenant-lieu » (τοποτηρηταί) : le prêtre Jean de Jérusalem (pour Jérusalem et Antioche) et l'higoumène Thomas (pour Alexandrie). Sont en plus présents 132 moines, dont au moins (parmi ceux dont l'origine est identifiable) 25 de Bithynie, 18 de Constantinople, 19 du reste de l'Asie Mineure et des îles de la Mer Égée, et aucun connu venant d'Europe.
Des fonctionnaires impériaux sont également chargés d'assurer le bon déroulement du concile. Le principal est le futur patriarche Nicéphore, alors simple laïc, mais qui est « commissaire impérial » (βασιλικός μανδάτωρ) auprès du concile. Il est par exemple chargé, avant la première session, d'aller chercher le vieil évêque Grégoire de Néocésarée, iconoclaste repenti, et surtout dernier survivant du concile de Hiéreia. Un autre fonctionnaire laïc qui joue un rôle important est le patrice Nicétas, cousin de l'impératrice Irène.

### Différentes sessions du concile
- La première session (24 septembre) : Le concile s’ouvrait à Sainte-Sophie de Nicée où on avait jugé bon de donner la parole à ceux qui avaient souffert pour les saintes images. Après s’être introduits dans l’assemblée et avoir fait leur autocritique, trois évêques iconomaques lurent une profession de foi où ils vénéraient les reliques et les saints, acceptaient les images de Jésus-Christ.

- La deuxième session (26 septembre) : Le but de cette session fut la lecture de la lettre et des préconisations du pape Adrien, que les légats font approuver par vote.

- La troisième session (28 septembre) a pour programme la réconciliation du vieil évêque Grégoire de Néocésarée, seul survivant du concile de Hiéreia, et l'intervention des deux « tenant-lieu » des patriarches d’Orient, qui permet de proclamer l'œcuménicité du concile.

- La quatrième session (1er octobre) : Dans la ligne de la Tradition, il faut respecter  les images car elles aboutissent à des miracles de Dieu (guérison, conversions...). L’icône est une de ces traditions que les pères ont léguées à l’Église et que les évêques doivent garder fidèlement. Les citations utilisées au concile de Hiéreia sont rejetées.

- La cinquième session (4 octobre): Le patriarche Taraise dénonça l’origine et l’inspiration de l’iconoclasme. On voulait rappeler  que les iconoclastes n’étaient pas vraiment chrétiens et devaient être considérés comme hérétiques.

- La sixième session (6 octobre) effectue une réfutation juxta-linéaire de l'« horos » du concile de Hiéreia. L’assemblée se demande si le Christ peut être représenté en image. Ainsi elle affirme que quand l’Église peint le Christ sous forme humaine, elle ne divise pas son unité. (c'est-à-dire qu'il ne constitue pas une quatrième personne dans la Trinité).

- La septième session (13 octobre) : L'« horos » du concile, définitivement mis au point, fut lu à cette session. Cette profession de foi reproduit le symbole de Nicée Constantinople. Il rappelle que le Christ a promis d'assister son Église et que son aide s'étend des Apôtres aux fidèles d'aujourd’hui. La responsabilité des évêques y est clairement indiquée. Selon le concile, ces mauvais pasteurs, incapables de distinguer le sacré et le profane, n'ont vu dans les images du Christ et des saints que des idoles diaboliques. Les croix et les images représentant Jésus, Marie, les anges et les saints devaient être vénérées, mais non adorées d'un culte de latrie, qui ne convient qu'à Dieu, qu'on pouvait faire brûler devant elles de l'encens ou des lumières[2].

- La huitième session (23 octobre) : L'autorité impériale avait jugé meilleur de ne pas assister en personne aux séances, mais Irène voulait participer au triomphe. Elle invitait maintenant les Pères à se rendre à Constantinople, dans le palais de la Magnaure, pour une dernière célébration. L'impératrice fixa donc un jour où elle pourrait célébrer le rétablissement des saintes images.

## Reconnaissance du concile

### En Occident
Les images et leurs partisans triomphaient, mais le courant iconoclaste resurgit, en particulier en Occident dans l'entourage de Charlemagne.
En effet, si le pape Adrien approuva et confirma le concile de Nicée II, après avoir en avoir eu un compte-rendu dans une lettre du patriarche de Constantinople Taraise, Charlemagne et les évêques des Gaules refusèrent de recevoir ce concile, pour plusieurs raisons : 
1. parce que les évêques d'Occident n'y avaient point eu de part, qu'ils n'y avaient pas même été appelés, et qu'il ne s'y était trouvé d'occidentaux que les légats du pape[3] ;
2. parce que ce concile n'avait point été assemblé de toutes les parties de l'Église, et que sa décision n'était point conforme à celle de l'Église universelle[3] ;
3. parce que l'usage des Gaules était d'avoir des images, mais non de leur rendre aucun culte, soit relatif, soit absolu[3] ;
4. à cause du mot d'adoratio, utilisé au sujet du culte dû aux images, dans la traduction latine approximative des décisions du concile[4].

Les évêques portèrent ces raisons, avec leurs plaintes, à Charlemagne, qui donna commission à Alcuin et à Théodulf d'Orléans de faire un recueil réfutant systématiquement les décisions du concile de Nicée II. Cette compilation parue en 790, soit trois ans après le concile, est divisée en quatre livres, appelés Libri Carolini ou Livres Carolins. Deux ans après, Charlemagne l'envoya, en tout ou en partie, au pape Adrien, par Angilbert abbé de Centulle, en le priant de répondre aux difficultés que les évêques des Gaules opposaient au décret du concile. Le pape y répondit article par article, et fit voir que les Pères de Nicée ne s'étaient point écartés de l'ancienne tradition de l'Église romaine, mais ses réponses ne firent point changer de sentiment aux Églises de France.
Ainsi, réunis en concile à Francfort en 794, par décision de Charlemagne, les évêques du royaume franc donnèrent un décret tout contraire à celui de Nicée sur le culte des images, en se basant sur les Libri carolini. Ce concile franc affirme que celui de Nicée “a frappé d'anathème quiconque ne rendrait pas aux images des saints le servitium et l'adoratio, comme on les rend à la Trinité.” Or, cet résumé de la foi de Nicée II, sur lequel est basé son rejet par l’épiscopat franc, est erroné.
Pour rétablir les images, le concile de Paris (1er novembre 825) voulut remettre en ordre la présence des images dans l’Église. Cependant, ce ne fut que dans les dernières années du neuvième siècle, ou au commencement du dixième, que l'Église Gallicane se réunit avec les Grecs et le reste des Latins sur le culte des images.

### En Orient
Dans l’empire byzantin, Irène imposa de représenter par des images inertes, peintes ou sculptées, la Sainte Vierge et les saints, et de les vénére. Le premier et principal reproche des iconoclastes contre la culture des images est celui de l’idolâtrie. Le principal argument des partisans des images est l'Incarnation.
Sous Michel II, les images commencent à réapparaître dans les Églises. Il y en avait même qui était vénérées dans le palais impérial par Théodora et ses filles. La persécution ne prit des formes violentes que pour ceux qui s’opposaient au basileus. Lazare, un moine artiste, fut fouetté et emprisonné et l’on finit par lui brûler les mains, il est fêté comme confesseur le 17 novembre.
Le rétablissement des images se fait en 843 quand toutes les églises recouvrèrent leur parure et furent ornés de la splendeur des vénérables images. On établit des prêtres et des chefs fidèles à l’orthodoxie. Il ne restait plus qu’à retirer tous les iconoclastes des églises. C’est le cas par exemple de l’ex-patriarche Jean, qui dans un monastère avait crevé les yeux à une image dont il ne supportait pas le regard. Il fut ainsi fustigé par ordre de l’impératrice. Le 11 mars 843 (premier dimanche des jeûnes du Carême) est la date officielle du rétablissement des images.